# Polypodium sampsonii
Polypodium sampsonii là một loài thực vật có mạch trong họ Polypodiaceae. Loài này được Baker mô tả khoa học đầu tiên năm 1891.